# جيم فلانيجان سينيور
جيم فلانيجان سينيور (بالإنجليزية: Jim Flanigan, Sr.)‏ هو لاعب كرة قدم أمريكية أمريكي، ولد في 15 أبريل 1945 في بيتسبرغ في الولايات المتحدة.

## وصلات خارجية
- جيم فلانيجان سينيور على موقع مرجع كرة القدم المحترفة.كوم (الإنجليزية)